# Mlle Augusta
Caroline Augusta Josephine Therese Fuchs, scennamn Mlle Augusta, född 1806, död 1901, var en fransk ballerina huvudsakligen verksam i USA. 
Hon föddes i München. Hon var student hos F. Taglioni. Hon debuterade på Drury Lane Theatre 1833 och på Parisoperan 1835. Från 1836 var hon verksam i USA, där hon blev en av sin samtids mest uppmärksammade ballerinor under 1830- och 40-talen, där det ännu fanns få inhemska balettdansare.  